# لو هور-کوای
لو هور-کوای (انگلیسی: Loo Hor-kuay; ۲۰ اوت ۱۹۳۴ – ۱۰ اکتبر ۲۰۰۹) بازیکن بسکتبال اهل تایوان بود. وی در بازی‌های المپیک تابستانی ۱۹۵۶ شرکت کرده‌است.